# Ракетний двигун
Раке́тний двигу́н / руші́й — різновид реактивного двигуна, у якому робоче тіло (газ, продукти згоряння, потік іонів) міститься в об'єкті (ракеті). Прикладне застосування мають переважно ракетні двигуни, у яких тяга створюється внаслідок спалювання палива, складовими якого є пальне та окисник. Ракетні двигуни приводять у дію ракети-носії космічних кораблів та реактивні снаряди.

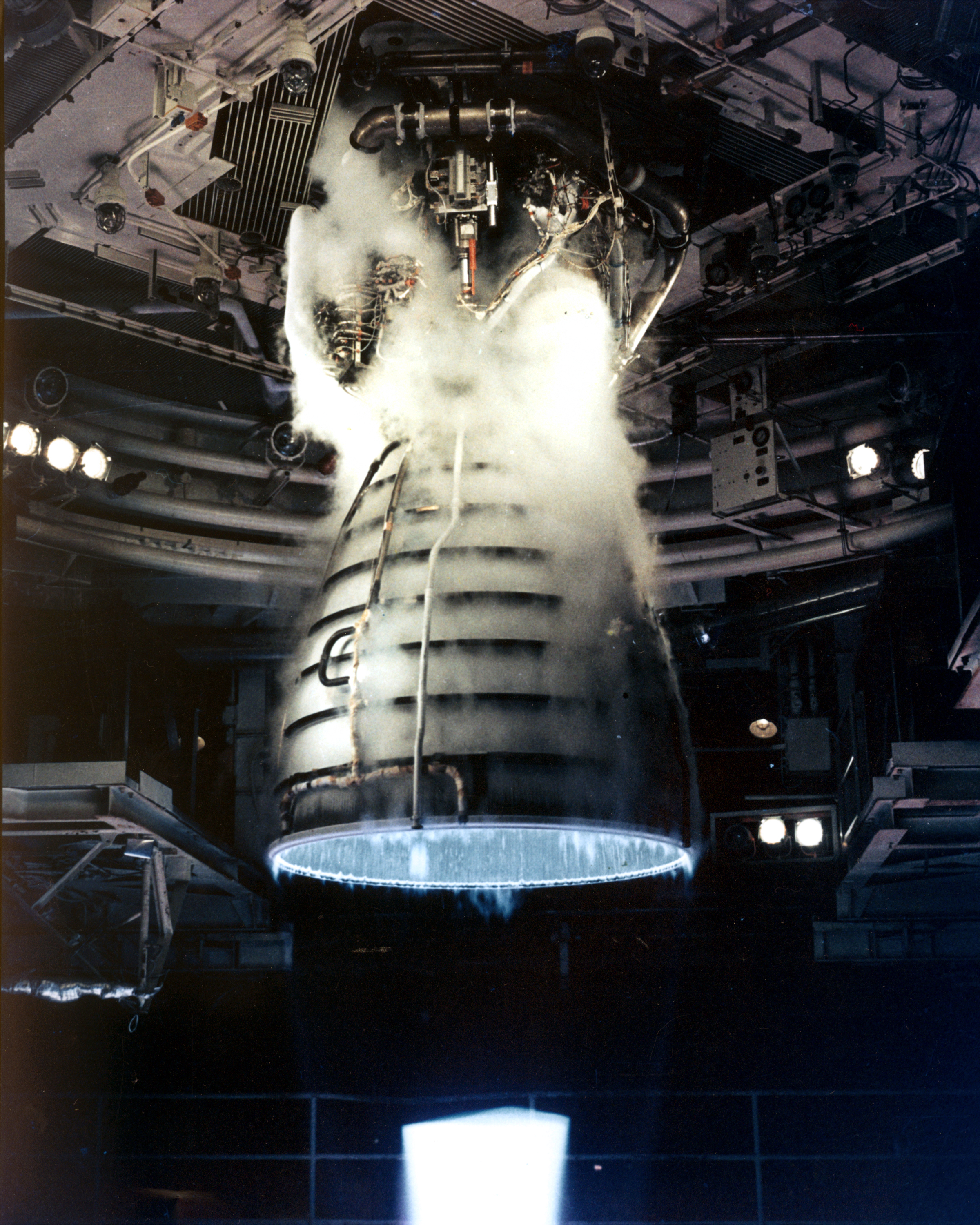
Випробовування RS-25 (ракетного двигуна Спейс Шаттла)

Технологією виробництва ракетних двигунів володіє лише декілька країн світу, зокрема і Україна (Південний машинобудівний завод).
Ракетний двигун, станом на 2020-і, є поки що єдиним видом двигуна, який дозволяє здійснювати космічні подорожі. Для прискорення в нашій Сонячній системі часто застосовується спосіб розгону (використання сили тяжіння небесних тіл) для заощадження пального. Обговорюваними противагами ракетному двигуну в космічних польотах, є рухові системи без реактивної маси, як от: сонячні вітрила, пускові механізми з рейковою гарматою та інші; існує багато спекуляцій щодо двигунів, які використовують антиматерію для руху або кротовин для скорочення шляху. 
Ракетні двигуни використовуються у військовій авіації для стрибкового старту. В окремих випадках вони також застосовуються в автомобілях, наприклад, для досягнення надзвичайної швидкості.

Сопло ракет на твердому паливі має витримувати високі температури, тиск, абразивну та хімічну дію продуктів згоряння. Ракетний двигун на твердому паливі — це двигун одноразового використання. Тому він має бути якомога дешевший і надійніший та готовий до використання в будь-яку хвилину без попереднього огляду, дозаправлення чи налаштування.

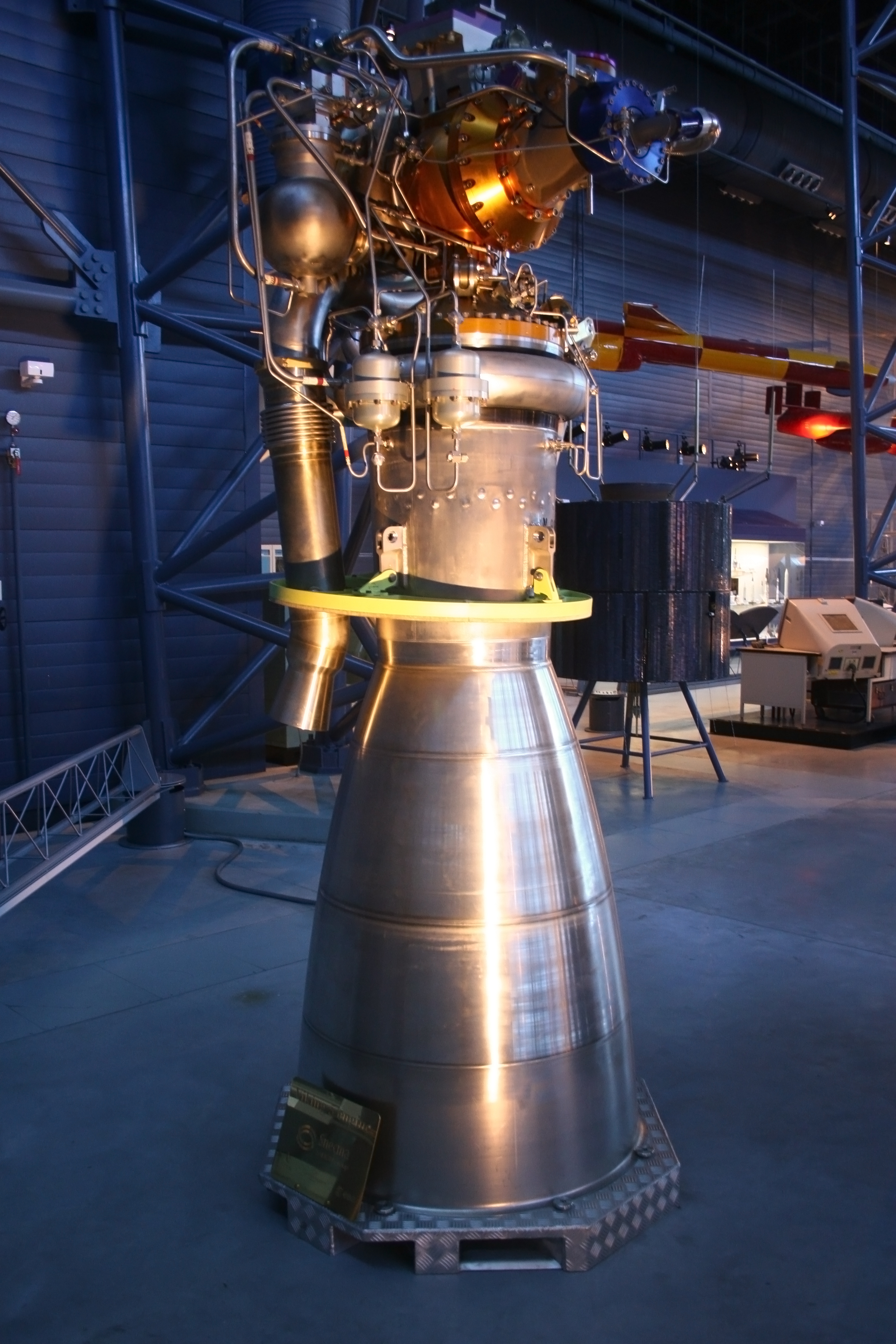
Ракетний двигун Вікінг 5C

Температура біля стінок сопла досягає точки топлення вольфраму. Через це, в сопло вкладають охолоджувані абляційним способом вкладні, виготовлені з композитних матеріалів на основі вольфраму чи графіту. Абляційне сопло не повинно під час роботи значно змінювати розмір, бо зміниться реактивна сила двигуна, можливе й аварійне руйнування сопла внаслідок потоншення стінок вкладня.
Вольфрамовий вкладень за виглядом нагадує кільце. Охолодження його здійснюється завдяки розплавленню і випаровуванню легкоплавкого металу, що міститься в його порах. Найкращим для цієї мети є метал, для випаровування одиниці об'єму якого, потрібно найбільше тепла.
2021 року, у США почали розроблення космічного апарата з тепловим ядерним ракетним двигуном.

## Спосіб дії
Більшість (але не всі) ракетних двигунів, є двигунами внутрішнього згоряння: вони нагрівають допоміжну масу (зазвичай займисті речовини) у камері згоряння за дуже високої температури шляхом спалювання пального з окиснювачами та випускають енергетичну речовину процесу в газоподібному вигляді, крізь отвір. Теплова енергія, котра виділяється під час згоряння, та тиск, що виникає в камері згоряння, під час виходу перетворюються на кінетичну енергію, отже, створюють тягу способом відбою. Вихідний отвір камери згоряння особливої форми називається соплом, яке призначене для збільшення швидкості речовини на виході (що надає більшу тягу) і зростання внутрішнього тиску в камері згоряння (на користь процесу горіння). 
Отож ракетні двигуни створюють тягу шляхом  викидання вихлопної речовини, розігнаної до височенної швидкості крізь рушійне сопло. Речовина зазвичай є газом, що утворюється впродовж спалювання твердого або рідкого пального  (котре складається з компонентів 

Спрощена схема рідкопаливної ракети: 1.Бак для рідкого пального. 2.Вмістище для рідкого окиснювача. 3.Насоси подають пальне та окиснювач під високим тиском. 4.Камера згоряння змішує та спалює пальне. 5.Вихлопне сопло розширює і розганяє газовий струмінь для створення тяги. 6. Вихлоп виходить із патрубка.

палива та окиснювача), під високим тиском (від 150 до 4350 фунтів на квадратний дюйм (від 10 до 300 бар) в камері згоряння. Коли гази розширюються крізь сопло, вони розганяються до дуже високої (надзвукової) швидкості, і реакція на це штовхає двигун з ракетою у протилежному напрямку. Спалювання найчастіше використовується для практичних ракет, оскільки закони термодинаміки (зокрема, теорема Карно) наголошують, що для найкращого теплового ККД, бажані високі температури та тиск. Ядерні теплові ракети мають більш високу ефективність, але в даний час (2020-і) мають екологічні проблеми, котрі перешкоджають їхньому повсякденному використанню в атмосфері Землі та навколомісячному просторі.
Для моделювання ракет доступною противагою горінню є водяна ракета, яка накачується стисненим повітрям, вуглекислим газом, азотом або іншим легкодоступним благородним газом.

### Ракетне пальне
Ракетне пальне являє собою речовину, яка зберігається, зазвичай в якомусь вмістищі певної форми або всередині самої камери згоряння, до того, як вона буде викинута з ракетного двигуна у вигляді струменя розжареної речовини для створення тяги.
Найчастіше використовуються хімічні ракетні палива. Вони зазнають екзотермічних хімічних реакцій, утворюючи струмінь гарячого газу задля руху. Крім того, хімічно інертну реакційну масу, можна нагрівати високоенергетичним джерелом енергії через теплообмінник, замість камери згоряння.
Тверде ракетне пальне готується із суміші палив та окиснювальних складників, званих зерном, а корпус для зберігання пального, власне 

Спрощена схема твердопаливної ракети: 1.Твердопаливно-окиснювальна суміш (пальне), упакована в корпус. 2.Запальник спонукає горіння пороху. 3.Центральний отвір у пальному діє як камера згоряння. 4.Випускне сопло розширюється та пришвидшує газовий струмінь для створення тяги. 5. Вихлоп виходить із патрубка.

стає камерою згоряння.

### Впорскування

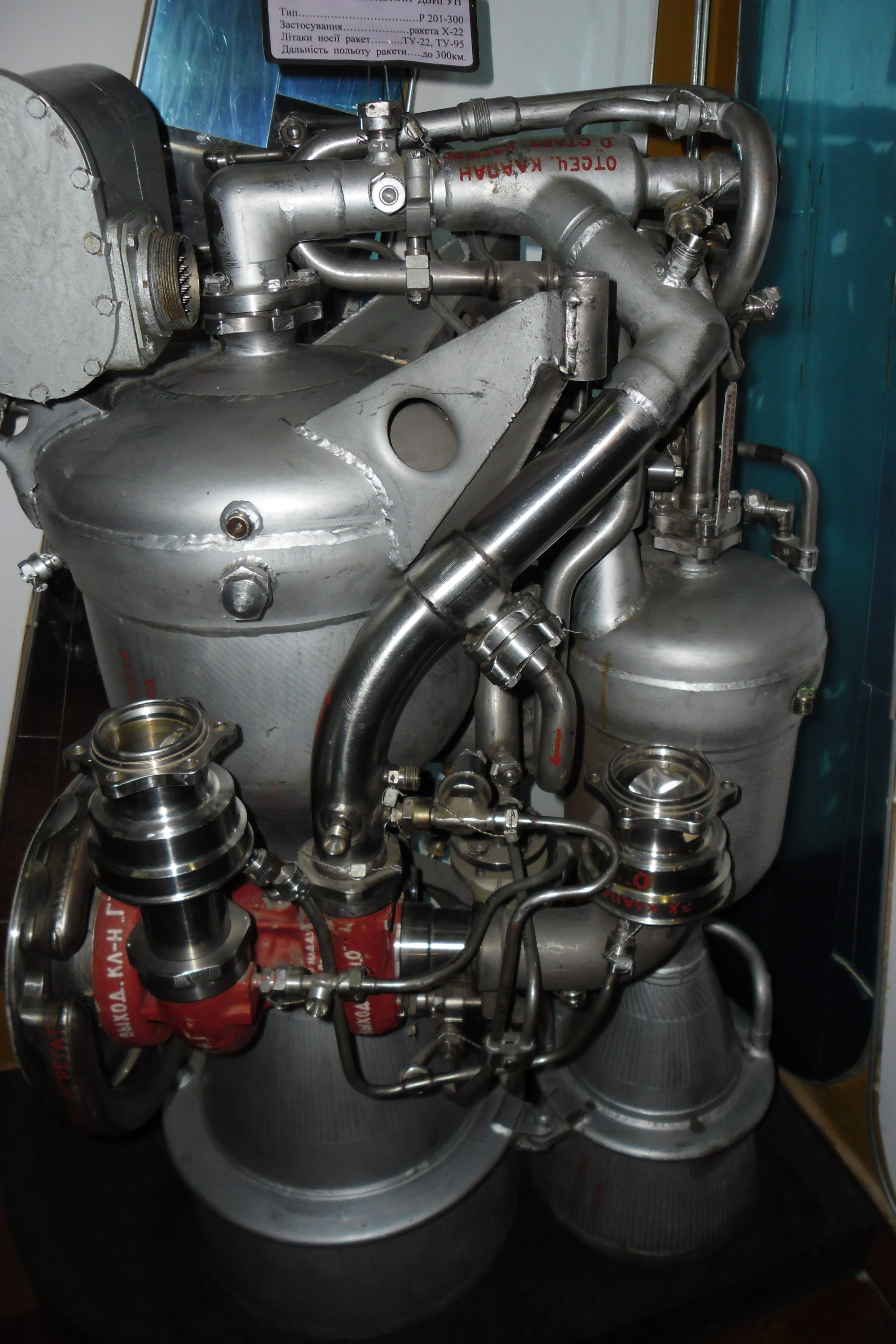
Рідинний реактивний двигун. Полтавський музей авіації та космонавтики.

У ракетах на рідкому пальному, окремі складники палива і окиснювача потрапляють до камери згоряння, де вони змішуються і згоряють. У гібридних ракетних двигунах використовують поєднання твердого та рідкого або газоподібного пального. І в рідинних і в гібридних ракетах, застосовують інжектори задля подавання пального в камеру. Часто це набір простих форсунок – отворів, якими під тиском виходить пальне; але інколи можуть бути більш складні розпилювальні форсунки. Коли впорскуються двоє або більше палив, струмені зазвичай, навмисно спричинюють зіткнення складників пального, оскільки це розбиває потік на дрібніші краплі, які легше згоряють.

### Камера згоряння
Для хімічних ракет камера згоряння здебільшого, має циліндричну форму. Розміри циліндра такі, що пальне здатне повністю згоряти; стосовно цього, для різних ракетних палив потрібні камери згоряння відмінних розмірів.
Це приводить до числа званого {\displaystyle L^{*}}, притаманна (потрібна) довжина:
{\displaystyle L^{*}={\frac {V_{c}}{A_{t}}}}
де:
- {\displaystyle V_{c}} є об’ємом камери
- {\displaystyle A_{t}} – площа горловини сопла.

L* – зазвичай, лежить у межах 64-152 см (25-60 дюймів).
Температура і тиск, які зазвичай створюються в камері згоряння ракети для досягнення практичного теплового ККД, є надзвичайними порівняно з повітряно-реактивним двигуном без допалювання. Немає атмосферного азоту, який розбавляє та охолоджує горіння, тож паливна суміш може досягати справжнього стехіометричного співвідношення. Це у поєднанні з високим тиском означає, що швидкість теплопровідності крізь стінки дуже висока.
Щоби пальне та окиснювач надходили до камери, тиск складників пального, що потрапляють у камеру згоряння, повинен перевищувати тиск усередині самої камери згоряння. Це може бути досягнуто за допомогою різних конструктивних підходів, зокрема турбонасосами або, в більш простих двигунах, завдяки  достатньому тиску у сховищі, для збільшення потоку рідини. Тиск у баку може підтримуватися декількома способами, здебільшого системою наддуву гелію високого тиску, загальною для багатьох великих ракетних двигунів, або, в деяких нових ракетних системах, шляхом стравлювання газу високого тиску з циклу двигуна для автогенного підвищення тиску в паливному баку. Наприклад, газова система само-нагнітання SpaceX Starship, є важливою частиною стратегії SpaceX зі скорочення кількості рідин для ракет-носіїв із п'яти в їхньому застарілому сімействі Falcon 9 - до двох в Starship, усуваючи не лише гелієвий резервуар для тиску, але всі гіперголічні палива, а також азот для двигунів з реакцією охолодження газу.

### Сопло
Основна стаття: Сопло ракетного двигуна
Гарячий газ, що утворюється в камері згоряння, виходить крізь отвір («горло»), а потім крізь розширювальну секцію, що розходиться. Коли на соплі створюється достатній тиск (приблизно в 2,5-3 рази перевищує атмосферний) сопло закривається і утворюється надзвуковий струмінь, що різко пришвидшує газ і перетворює більшу частину теплової енергії на кінетичну енергію. Швидкість вихлопу різниться залежно від ступеня розширення, на яку розраховано сопло, але швидкість вихлопу, яка вдесятеро перевищує швидкість звуку в повітрі на рівні моря, не рідкість. Близько половини тяги ракетного двигуна походить від неврівноваженого тиску всередині камери згоряння, а решта створюється завдяки тиску, що діє на внутрішню частину сопла (див. схему). Коли газ розширюється (адіабатично), тиск на стінки сопла штовхає ракетний двигун в 

Тяга ракети спричинена тиском, що діє в камері згоряння та соплі. Відповідно до третього закону Ньютона, на вихлоп діє рівний і протилежний тиск, що розганяє його до високих швидкостей.

одному напрямку, розганяючи газ в іншому.
Найбільш часто використовуваним соплом є сопло Лаваля зі сталою геометрією та високим коефіцієнтом розширення. Великий дзвоноподібний або конусоподібний вихід сопла за горловину, надає ракетному двигуну притаманний (звичний) йому вигляд.
Вихідний статичний тиск вихлопного струменя, залежить від тиску в камері та відношення виходу до площі горловини сопла. Оскільки тиск на виході відрізняється від навколишнього (атмосферного) тиску, про закрите сопло кажуть:
- недостатньо розширене (тиск на виході більше, ніж навколишній),

- відмінно розширене (тиск на виході дорівнює атмосферному),

- надмірно розширено (тиск на виході менше атмосферного; поза соплом утворюються ударні ромби), або

- надзвичайно розширено (всередині сопла утворюється ударна хвиля).

Насправді зразкового розширення, можна досягти лише за допомогою сопла зі змінною площею вихідного перерізу (оскільки тиск довкілля зменшується зі збільшенням висоти) і неможливий на певній висоті, через те що там навколишній тиск середовища наближається до нуля. Якщо сопло в повному обсязі розширено, відбувається втрата ефективності. Дуже розширене сопло менше втрачає ефективність, але це здатно спричинити механічні проблеми із соплом. Сопла зі сталою площею стають дедалі більше розширеними в міру набору висоти. Майже всі сопла де Лаваля, будуть на мить дуже розширені під час запуску в атмосфері.

Чотири режими розширення сопла де Лаваля: • недостатнє розширення (навколишній тиск надто низький) • зразкове розширення (тиск взірцевий) • надмірне розширення • надзвичайне розширення

На ефективність сопла впливає робота в атмосфері, оскільки атмосферний тиск змінюється з висотою; але через надзвукові швидкості газу, що виходить з ракетного двигуна, тиск струменя може бути як нижче, так і вище атмосферного, і рівновага між ними не досягається на всіх висотах (див. Діаграму).

#### Протитиск і оптимальне розширення
Для найкращої продуктивності, тиск газу на кінці сопла повинен дорівнювати навколишньому тиску: якщо тиск вихлопних газів нижче, ніж тиск довкілля, то транспортний 
засіб уповільнюватиметься через різницю тисків у верхній частині двигуна та виходу; з іншого боку, якщо тиск вихлопних газів вищий, то надлишковий тиск вихлопних газів, який міг би бути перетворений на тягу, не використовується, і енергія витрачається марно.
Щоби зберегти цей взірець рівності між тиском на виході вихлопних газів та навколишнім тиском, діаметр сопла повинен збільшуватися з висотою, що надає тиску довше сопло для впливу (і знижує тиск на виході, та температуру). Це збільшення важко здійснити у легкий спосіб, хоча це зазвичай робиться з деякими типами реактивних двигунів. У ракетній техніці переважно, використовується легке компромісне сопло, і у разі використання на висоті, відмінній від «проєктної», або під час дроселювання, відбувається деяке зниження продуктивності. Щоби поліпшити це, були запропоновані різні дивовижні конструкції насадок, як от пробкова насадка, ступеневі насадки, розширювальна насадка та аерошип, кожна з яких забезпечує певний спосіб пристосування до зміни тиску навколишнього повітря, і кожна дозволяє газу розширюватися далі відносно сопла, надаючи додаткову тягу на великих висотах.
У разі потрапляння в досить низький навколишній тиск виникає кілька питань. Одним із них є власна вага насадки — після певної межі для окремого носія, додаткова вага насадки переважує будь-яку отриману продуктивність. По-друге, оскільки вихлопні гази адіабатично розширюються всередині сопла, вони охолоджуються, і зрештою деякі хімічні речовини можуть замерзнути, утворюючи «сніг» усередині струменя. Це спричинює нестабільність струменя, і цього слід уникати.
У соплі де Лаваля відрив потоку вихлопних газів відбуватиметься у дуже розширеному соплі. Оскільки точка відриву не буде рівномірною навколо осі двигуна, до двигуна може бути додана бічна сила. Ця бічна сила здатна змінюватися з часом і призводити до перешкод з керуванням ракетою-носієм.